# John M. Landrum
John Morgan Landrum, född 3 juli 1815 i Edgefield District i South Carolina, död 7 oktober 1861 i Shreveport i Louisiana, var en amerikansk politiker (demokrat). Han var borgmästare i Shreveport 1848–1849 och ledamot av USA:s representanthus 1859–1861.
Landrums grav är på Oakland Cemetery i Shreveport.